# Senado de Camboya
El Senado de Camboya (en jemer: ព្រឹទ្ធសភា; translit: Protsaphea) es la cámara alta del Parlamento de Camboya. El Senado es un cuerpo legislativo compuesto de 61 miembros. 57 de los escaños en el Senado son elegidos cada seis años por los concejales de las comunas de las 24 provincias de Camboya, el Rey nombra a dos senadores, y la cámara baja, la Asamblea Nacional de Camboya, nombra a los otros dos, siendo un total de 61 senadores. El Senado desempeña sus funciones según lo determinado en la constitución y la ley en vigor. El Senado está presidido por el presidente, en la actualidad Say Chhum del Partido Popular, que a su vez es asistido por dos vicepresidentes. La primera sesión del Senado se llevó a cabo el 25 de marzo de 1999 y la primera elección se llevó a cabo el 22 de enero de 2006. El tercer y actual Senado fue inaugurado por el rey Norodom Sihamoní el 24 de marzo de 2012.

## Plazo y sesión
Según el Artículo 102 de la constitución, el período del Senado es de seis años y termina el día en que el nuevo Senado asuma el cargo. El artículo 107 establece que el Senado celebra sus sesiones ordinarias dos veces al año. Cada sesión tendrá una duración de al menos tres meses. Si lo solicitan el Rey o el Primer ministro, o por lo menos un tercio de todos los senadores, el Senado se reunirá en una sesión extraordinaria.
Un voto de la mayoría absoluta de todos los senadores se utiliza en los siguientes casos:
- La elección del Presidente y los Vicepresidentes del Senado y todos los miembros de las comisiones o comisión especial.
- La adopción de leyes orgánicas
- Adopción de los reglamentos internos del Senado
- La adopción de leyes o cuestiones

Una votación requiere el apoyo de dos tercios del Senado en caso de que:
- Se adopte una nueva constitución.
- El voto perteneciente a la decisión de acusar, arrestar, detener, aplicar sanciones, retirar la inmunidad parlamentaria, incompatibilidad, pérdida de afiliados, o abandono del puesto. Un voto de las tres cuartas partes de mayoría de todos los senadores se va a utilizar para decidir sobre la suspensión de la detención o acusación de cualquier senador.

## Composición actual
| Partido                    | Votos  | %      | % | Escaños | Escaños |
| -------------------------- | ------ | ------ | - | ------- | ------- |
| Partido Popular de Camboya | 8,880  | 77.81% |   | 46      |         |
| Partido Sam Rainsy         | 2,503  | 22.19% |   | 11      |         |
| Total                      | 11.383 |        |   | 57      | 57      |
| Source: MYsinchew.com, RFA |        |        |   |         |         |